# Pajaro
Pajaro statisztikai település az USA Kalifornia államában, Monterey megyében. Lakosainak száma 2882 fő (2020. április 1.).

## Népesség
A település népességének változása:

| 2010 | 3 070 |
| 2020 | 2 882 |